# Jean-Marie Schaeffer
Jean-Marie Schaeffer (* 18. Mai 1952 in Luxemburg) ist ein französischer Philosoph und Hochschullehrer.

## Leben
1972–1976 studierte Jean-Marie Schaeffer Philosophie und schloss 1979 mit einer Dissertation bei Gérard Genette ab. Seit 1982 ist er Mitglied des Centre national de la recherche scientifique (CNRS) und seit 2005 ist er directeur d'études der École des Hautes Études en Sciences Sociales (EHESS).
Von 2002 bis 2012 war Schaeffer auch Direktor des Centre de recherches sur les arts et le langage (CRAL) an der EHESS.
2014 wurde er zum Mitglied der Academia Europaea gewählt.

## Schriften
- Beyond speculation: art and aesthetics without myths. Seagull Books, London [u. a.] 2015, ISBN 978-0-85742-042-8.
- Pourquoi la fiction? Éd. du Seuil, Paris 1999, ISBN 978-2-02-034708-2.
- Why Fiction? University of Nebraska Press, Lincoln [u. a.] 2010, ISBN 978-0-8032-1758-4.
- L' art de l'âge moderne: l'esthétique et la philosophie de l'art du XVIIIe siècle à nos jours. Paris, Gallimard 1992, ISBN 2-07-072537-5.
- Qu'est-ce qu'un genre littéraire? Ed. du Seuil, Paris 1989, ISBN 2-02-010691-4.
- L'image précaire: du dispositif photographique. Ed. du Seuil, Paris 1987, ISBN 2-02-009757-5.
- L'expérience esthétique. Gallimard, Paris 2015, ISBN 978-2-07-039980-2.